# Hane
„Hane” (jap. 羽) – piąty singel japońskiego piosenkarza Kōshiego Inaby, wydany 13 stycznia 2016 roku. Osiągnął 1 pozycję w rankingu Oricon i pozostawał na liście przez 18 tygodni, sprzedał się w nakładzie 88 658 egzemplarzy. Singel został wydany w czterech edycjach: regularnej, w limitowanych (CD＋DVD, CD＋Blu-ray) i „Yakuza” (CD+DVD+Blu-ray).
Singel zdobył status złotej płyty.

## Lista utworów
| Nr | Tytuł               | Czas |
| -- | ------------------- | ---- |
| 1. | „Hane” (jap. 羽)    | 3:48 |
| 2. | „Symphony #9”       | 4:10 |
| 3. | „BLEED”             | 4:51 |
| 4. | „Suiro” (jap. 水路) | 5:22 |

## Notowania
| Lista                       | Pozycja |
| --------------------------- | ------- |
| Oricon Weekly Singles Chart | 1       |
| Japan Hot 100               | 1       |